# Список вулиць Львова (Щ)
Список усіх вулиць Львова, що починаються на літеру Щ.
У списку вулиці подані за алфавітом. Назви вулиць на честь людей відсортовані за прізвищем і подаються у форматі Прізвище Ім'я і/або Посада. Якщо вулиця названа за цілісним псевдонімом або прізвиськом, то сортування відбувається за першої літерою псевдоніма або імені, тобто Лесі Українки — на літеру Л, Марка Вовчка, Марка Черемшини — на М, Олени Пчілки — на О, Панаса Мирного — на П, Янки Купали — на Я тощо.
Курсивом позначені зниклі вулиці.
Колір фону у списку залежить від типу урбаноніма.
| Назва           | Тип    | Колишні назви                    | Район          | Місцевість | Рік затв. | Джерела          |
| --------------- | ------ | -------------------------------- | -------------- | ---------- | --------- | ---------------- |
| Щекавицька      | вулиця | Ванди                            | Залізничний    | Левандівка | 1950      | ПСВЛ, ВП, Л      |
| Щепкіна Михайла | вулиця | Нєцала, Коссака, Неціла          | Галицький      | Центр      | 1950      | ПСВЛ, ІВЛ, ВП, Л |
| Щепова          | вулиця | Домарадзкєґо, Горнунґа           | Шевченківський | Голоско    | 1934      | ПСВЛ, ВП, Л      |
| Щирецька        | вулиця | Горішня (Скнилівок); Продуктивна | Залізничний    | Скнилівок  | 1993      | ПСВЛ, ВП, Л      |
| Щоголєва Якова  | вулиця | Вигідна                          | Личаківський   | Знесіння   | 1993      | ПСВЛ, ІВЛ, ВП, Л |
| Щурата Василя   | вулиця |                                  | Шевченківський | Збоїща     | 1989      | ПСВЛ, ІВЛ, ВП, Л |